# گل‌آرایی

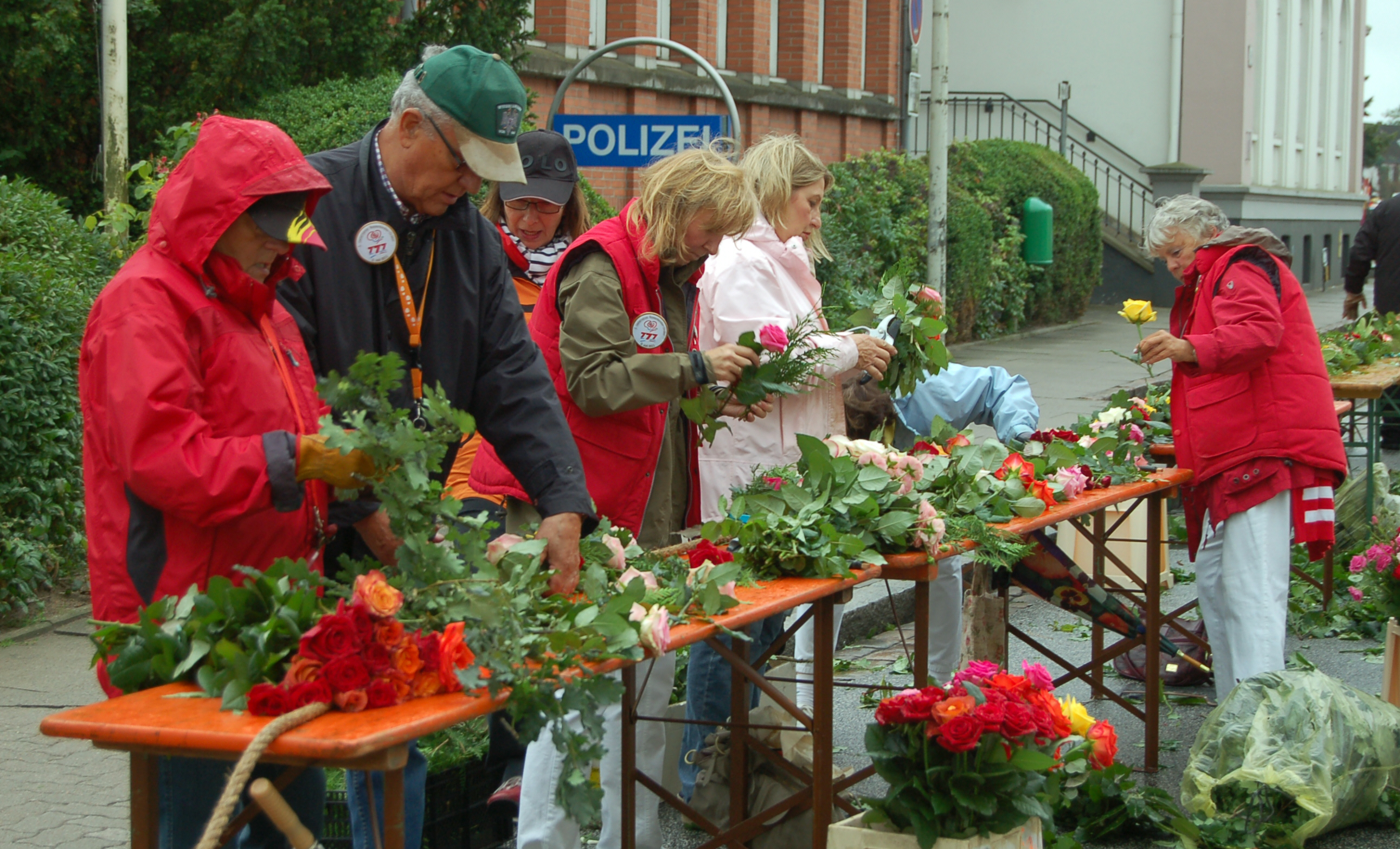
طراحان گل در حال کار در آلمان

طراحی با گل هنر استفاده از گیاهان و گل‌ها برای خلق یک ترکیب بندی دلنشین و متعادل است. مدارک پیدایش گیاه‌شناسی به اندازهٔ قدمت فرهنگ و تاریخ مصر باستان است. به‌طور حرفه‌ای طراحی با گل، باعث به هم پیوستن نظم و هنر و ابزار طراحی با گل می‌شود: خط، فرم، فضا، بافت، رنگ و قاعدهٔ اصلی طراحی با گل: تعادل، تناسب، ریتم، تضاد، هارمونی و اتحاد هستند.

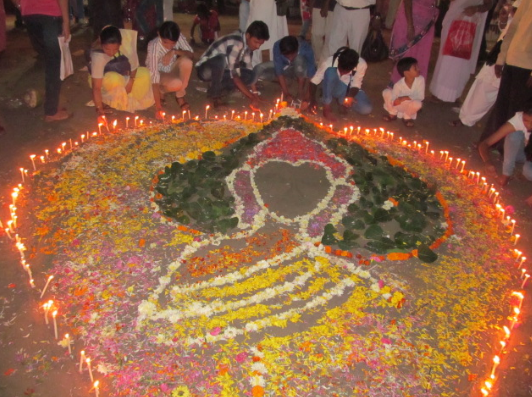
تصویر بودا که بوسیله گل‌ها ساخته شده‌است، بمبئی

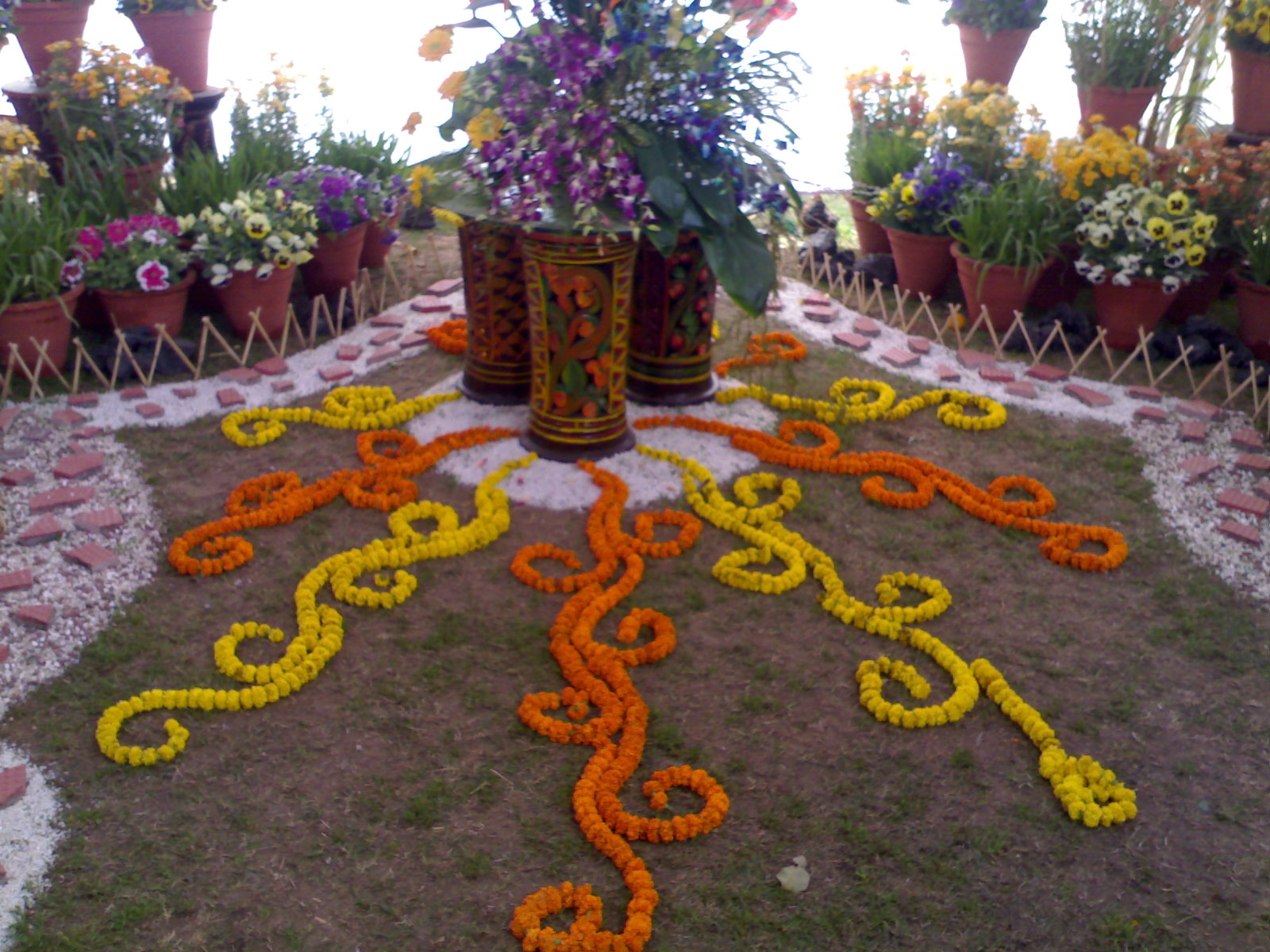
هنر گل‌آرایی در مسابقه‌ای در باغ گل رز چندی‌گر

سبک‌های مختلفی از طراحی با گل وجود دارد. سبک‌های شرقی، غربی، مخلوط و اروپایی صنعت تبلیغاتی گل را متأثر کرده و به شکل ام ولی درآورده است. هنر ژاپنی آرایش گلها (ایکابانا) یک سبک ژاپنی یا شرقی است و سه خط اصلی آسمان، انسان و زمین را به هم متحد می‌کند. در مقابل، سبک اروپایی بر تنوع رنگ و گیاهان تأکید دارد و تنها محدود به گلهای شکوفه دار نیست. طرح‌های غربی به‌طور تاریخی بوسیلهٔ تقارن، غیر تقارن، افقی و عمودی در نام‌های مختلف توصیف می‌شوند. در نظم آرایی گلها، طراحی با گل شامل تاج گل، دستهٔ گل، حلقه‌های گل، گل بند، گل سینه، دسته گلهای که برایشان به سینه تهیه می‌شود و قوس‌ها، می‌شود.

## تنظیمات و آرایه‌های خشک شده و ابزارهای مرتبط
خلق دایمی و اجزای طراحی، مواد خشک شده‌است مانند: پوست درخت، چوب، گل خشک شده، شکوفه‌های خشک شده، برگ‌ها، اسکلت برگ‌ها، مواد نگهدارنده و مصنوعی، بسط‌های معمول در طراحی با گل یا گل‌آرایی هستند و به‌طور نامحدود ماندگاری داشته باشند و مستقل از فصل‌های خاص باشند. استفاده از این ابزارها هم باعث کمک به گل‌های تازه و شاخ و برگ‌ها است و هم در تضاد با آن‌ها می‌باشد.

## طراحان گل مشهور
دانیل اوست، جودی بلکه لاک، استانی گاتی، آخرین هیز، جونیچی کاکیزاکی، جولیان کلمنتس، پائولا پریک، فیل رولدا، کوهستان اسپری، جنیفر مکگارگیل و تعدادی از طراحان مشهور گل در سطح جهان می‌باشند.